# Biserica Sfinții Arhangheli Mihail și Gavril din Șiria
Biserica Sfinții Arhangheli Mihail și Gavril din Șiria este un monument istoric aflat pe teritoriul satului Șiria, comuna Șiria. În Repertoriul Arheologic Național, monumentul apare cu codul 12377.05.